# Unión Huaral
Unión Huaral ist ein peruanischer Fußballverein in Huaral. Aktuell spielt der Klub in der dritthöchsten peruanischen Spielklasse, der Liga 3.

## Allgemeines
Das Heimtrikot von Unión ist orange-weiß längsgestreift. Während die Hose komplett schwarz ist, sind die Stutzen ganz in orange gehalten. Das Auswärtstrikot sowie Hose und Stutzen sind weiß.

## Geschichte
Aus der Initiative einiger Fußballbegeisterter, entstand 1947 die Idee einen Fußballverein zu gründen. Am 20. September 1947 setzte man schließlich den Grundstein dafür und wählte Don Nicolás zum ersten Präsidenten des Klubs. Man entschied sich die Vereinsfarben von Club Atlético Chalaco zu übernehmen. Grund war das viele Anhänger des neuen Klubs mit dem rund 50 Jahre älteren Verein aus Chalaco sympathisierten. Schnell wurde Unión Huaral in der Heimatregion populär und es entstanden Rivalitäten mit Deportivo Huando und FBC White Star. Der Verein präsentierte sich fortan in der Copa Perú. 1974 konnte man die Regionalmeisterschaft Lima/Nord gewinnen. Damit war der Verein berechtigt in die Primera División auszusteigen. 1975 war das Team erstmals für die Copa Libertadores qualifiziert. In der Gruppe fünf traf man auf das peruanische Team Universitario de Deportes und die Mannschaften von Peñarol Montevideo und Montevideo Wanderers aus Uruguay. Mit null Siegen und drei Unentschieden, schied Unión Huaral nach sechs Spielen aus. 1976 gewann der Klub erstmals die nationale Meisterschaft. Damit qualifizierte sie sich erneut für die Copa Libertadores. Gegen den peruanischen Ligakonkurrenten Sport Boys gab es am 1. Spieltag der Copa, am 6. April 1977 zugleich den ersten internationalen Sieg. Ein weiterer Sieg gegen den venezualischen Vertreter Estudiantes de Mérida sowie zwei Unentschieden bescherten den zweiten Platz hinter Portuguesa Fútbol Club (Venezuela), was aber gleichbedeutend mit dem Ausscheiden war. Auf den nächsten Ligatitel musste Unión Huaral bis 1989 warten. Es ist der bisher letzte Titelgewinn. Damit konnte der Verein 1990 nochmal an der Copa Libertadores teilnehmen, wo man als Tabellendritter der Gruppe 3 in die Runde der letzten 16 Mannschaften einzog. Nach einem 1:0-Hinspielsieg gegen CS Emelec (Ecuador) zog die Mannschaft nach einer 0:2-Pleite im Rückspiel den kürzeren und schied aus. 1991 musste der Verein absteigen. Bis 1995 pendelte der Klub zwischen erster und zweiter Liga. Aufstiege gab es 1992 und 1994, Abstiege in den Jahren dazwischen. Bis 2002 versank man in der Bedeutungslosigkeit. Erst als Pedrito Ruiz das Traineramt übernahm, spielte man ab 2003 wieder erstklassig. Mit fünfzig Punkten aus Apertura und Clausura reichte es im ersten Jahr nach Wiederaufstieg für Platz sechs. Im Jahr darauf wiederholte man diesen Erfolg. 2005 erspielte man nur noch acht Siege aus 48 Spielen. Damit reichte es nur zum letzten Platz. Trotzdem musste der Klub nicht absteigen. Doch auf im Folgejahr verbesserte sich die Situation nicht und der Gang in die zweite Liga war nötig. Dort stellte sich auf kein Erfolg ein. Mit neun Punkten aus zwanzig Spielen schrammte man knapp am nächsten Abstieg vorbei. Trotzdem entschied man absteigen zu wollen. Ab 2008 war der Verein drittklassig. 2013 stieg Unión Huaral wieder in die zweite Liga auf.

### Wissenswertes
Das Maskottchen des Vereins ist ein Pelikan.

## Erfolge
- Primera División: 1976, 1989
- Segunda División: 1973, 1992, 1994, 2002

## Stadion
Unión Huaral trägt seine Heimspiele im 1952 erbauten Estadio Julio Lores Colán aus. Das nach dem Fußballspieler Julio Lores benannte Fußballstadion mit Leichtathletikanlage befindet sich in Huaral.

## Ehemalige bekannte Spieler
(Auswahl)
- Germán Carty (Ehemaliger peruanischer Nationalspieler)
- Jorge Espejo
- Roberto Farfán
- Jhoel Herrera (Aktueller peruanischer Nationalspieler)
- Sergio Ibarra
- Carlos Lobatón (Aktueller peruanischer Nationalspieler)
- Darío Muchotrigo (Ehemaliger peruanischer Nationalspieler)
- Hernán Rengifo (Aktueller peruanischer Nationalspieler)
- Pedro Ruiz La Rosa (Ehemaliger peruanischer Nationalspieler)
- Edgar Villamarín (Aktueller peruanischer Nationalspieler)

## Unións Trainer
(unvollständig)
- Miguel Company
- Alberto Gallardo
- Franco Navarro
- Pedrito Ruiz
- Moises Barack